# Gymnoscelis imperviata
Gymnoscelis imperviata là một loài bướm đêm trong họ Geometridae.